# Combe Veyron
La  Combe Veyron est une zone marécageuse située en France dans la basse-vallée du Guiers, sur les communes de Belmont-Tramonet et d'Avressieux, dans le département de la Savoie.

## Classement
Le marais relictuel de la Combe Veyron est classé zone naturelle d’intérêt écologique, faunistique et floristique et fait partie de l'ensemble fonctionnel constitué par la Basse vallée du Guiers,.

## Description
La combe Veyron située, dans la basse vallée du Guiers, était une zone de prairies inondables qui s'étendait jusqu'aux anciens marais d'Avressieux. Le site a été en grande partie asséché par la monoculture du maïs et lors de la construction de l'autoroute A43.

## Faune
Le marais compte des espèces rares et protégées de libellules, déterminantes pour le classement du site: l'Agrion délicat (Ceriagrion tenellum) et l'Agrion de Mercure (Coenagrion mercuriale) .